# Vintířovský potok (přítok Chodovského potoka)
Vitnířovský potok (do roku 1945 německy Eierbach, poté český název Pulcový potok, v sedmdesátých letech 20. století se ustálil název Vintířovský potok) je menší vodní tok v Krušných horách a Sokolovské pánvi v okrese Sokolov v Karlovarském kraji. Je pravostranným přítokem Chodovského potoka
Délka toku měří 7,7 km, plocha povodí činí 9,66 km².

## Průběh toku
Pramenem potoka je počátek uměle vybudovaného odvodňovacího koryta pod jižními svahy Velké podkrušnohorské výsypky v Krušných horách v nadmořské výšce 500 metrů při severním okraji Sokolovské pánve. Umělé koryto potoka odvodňuje Velkou podkrušnohorskou výsypku a rovněž odvádí povrchové vody z jižních svahů této výsypky. Koryto potoka se měnilo již na počátku 20. století v souvislosti s těžbou uhlí západně od Vintířova. Rovněž v druhé polovině 20. století byl potok převeden, tentokrát mimo výsypkové prostory, čímž se zkrátila původní délka potoka a zmenšila plocha jeho povodí.
Potok směřuje východním směrem, opouští území geomorfologického celku Krušné hory a dále již protéká územím Sokolovské pánve. Regulovaným kapacitním korytem protéká centrem Vintířova, kde krátce mění směr toku na severní.
Směr toku se opět mění na východní, potok přitéká do Chodova, kde se nedaleko polikliniky vlévá zprava do Chodovského potoka.